# Om (музичка група)
Ом је амерички дуо састав из Калифорније којег су 2003. године основали чланови ритам секције стоунер/дум метал групе „Sleep“ након распуштања исте групе. Прва три албума групе свирају Ел Сајснерос (Alberto „Al“ Cisneros) на вокалу и бас-гитари и Крис Хејкјус (Chris Hakius) на бубњевима. Њихова музика је у структури слична тибетанским песмама и богата је ритмовима и мелодијама који постижу угођај транса. Такође се у њиховој музици примјећују велики утицаји музичких група као што су Блек сабат, Пинк Флојд и других музичких група, те и блискоисточна музика. У децембру 2007 састав је наступао у Јерусалиму, њихов наступ трајао је више од пет и пола сати. Део наступа је објављен под називом Om - Live at Jerusalem.
Крајем јануара 2008 Хејкјус напушта групу, а замењује га Емил Ејмос (Emil Amos) који је свирао у групи „Grails“. ОМ је снимио сингл који укључује музички део Gebel Barkal и на б-страни у дуб миксу Version. Ово је уједно и прво Ом издање које укључује Ејмоса на бубњевима.

## Дискографија

### Албуми
- (2005)
- (2006)
- (2007)
- (2008)
- (2009)
- (2009)
- (2012)